# Tepoto Nord
Tepoto Nord – wyspa koralowa należąca do grupy Îles du Désappointement, znajduje się na północnym wschodzie archipelagu Tuamotu, w Polinezji Francuskiej. Powierzchnia wyspy wynosi 4 km². Główną miejscowością na wyspie jest Tehekega. Około 15 km na wschód od wyspy znajduje się atol Napuka.

## Historia
Tepoto Nord została odkryta przez Europejczyków w 1764 roku, przez brytyjskiego odkrywcę Johna Byrona.

## Demografia
Liczba ludności zamieszkującej wyspę Tepoto Nord:
| 1977 | 1983 | 1988 | 1996 | 2002 | 2007 | 2012 | 2017 |
| ---- | ---- | ---- | ---- | ---- | ---- | ---- | ---- |
| 82   | 67   | 62   | 65   | 54   | 44   | 61   | 50   |